# Eleocharis jelskiana
Eleocharis jelskiana är en halvgräsart som beskrevs av Johann Otto Boeckeler. Eleocharis jelskiana ingår i släktet småsäv, och familjen halvgräs. Inga underarter finns listade i Catalogue of Life.